# رايموند تاكر
رايموند تاكر (بالإنجليزية: Raymond Tucker)‏ هو سياسي أمريكي، ولد في 4 ديسمبر 1896 في سانت لويس في الولايات المتحدة، وتوفي بنفس المكان في 23 نوفمبر 1970.